# Kátai Zoltán (informatikus)
Kátai Zoltán (Nagyvárad, 1968. március 13. –) erdélyi magyar informatikus, egyetemi oktató.

## Életpályája
1986-ban a marosvásárhelyi Bolyai Farkas Elméleti Líceumban érettségizett. 1992-ben automatizálás és számítógép szakot végzett a kolozsvári Műszaki Egyetemen. 2005-ig informatikát tanított a Bolyai Farkas Elméleti Líceumban, majd adjunktus (2001), docens (2014) a Sapientia Erdélyi Magyar Tudományegyetem marosvásárhelyi karán. 2007-ben doktori címet szerzett a debreceni egyetemen. 2007-től tanszékvezető-helyettes, 2012-től tanszékvezető.
Programozási versenyek, szakkollégium, informatikai szaktáborok szervezője. Hazai és külföldi szakmai egyesületek tagja. A debreceni Teaching Mathematics and Computer Science szakfolyóirat szerkesztőbizottsági tagja.

## Munkássága
Kutatási szakterületei: programozási technikák, gráfok algoritmikája, programozási technikák gráfelméleti háttere, informatikadidaktika, érzékszervek párhuzamos bevonása a programozásoktatásba. Nevéhez fűződik a rendezési algoritmusok „eltáncolása” erdélyi népi táncok segítségével.
2013-ban megosztva megkapta az Informatics Europe európai informatikai társaság Best Practice in Education (legjobb gyakorlat az oktatásban) díját.

### Könyvei
- Programozás C nyelven, Scientia Kiadó, Kolozsvár, 2004, ISBN 973-7953-27-4, 240 oldal.
- Algoritmusok felülnézetből, Scientia Kiadó, Kolozsvár, 2007, ISBN 978-973-7953-74-2, 251 oldal.
- Gráfelméleti algoritmusok, Scientia Kiadó, Kolozsvár, 2008, ISBN 978-973-7953-95-7, 248 oldal.
- C: nyelv és programozás, Debreceni Egyetem, 2008, 270 oldal
- Algoritmustervezési stratégiák, Scientia Kiadó, Kolozsvár, 2020, ISBN 978-606-9750-37-7, 160 oldal.

### Válogatott cikkei
- Kátai, Z., Juhász, K., Adorjáni, A., K.: On the role of senses in education, Computers & Education (2008), Vol. 51, No 4, 1707–1717.
- Kátai, Z., Multi-sensory method for teaching-learning recursion, Computer Applications in Engineering Education (2009), DOI: 10.1002/cae.20305
- Kátai Z., Tóth L.: Technologically and artistically enhanced multi-sensory computer programming education, Teaching and teacher education 26 (2010), 244–251 DOI:10.1016/j.tate.2009.04.012
- Kátai Z: „Upperview” algorithm design in teaching computer science in high schools, Teaching Mathematics and Computer Science, 3 (2005) 2, 221–241.
- Kátai Z.: Dynamic programming and d-graphs, Studia Universitatis Babeş–Bolyai Informatica, 51 (2006) 2, 41–52.
- Kátai Z.: Dynamic programming strategies on the decision tree hidden behind the optimizing problems, Informatics in Education, Institute of Mathematics and Informatics, Lithuania, 6 (2007) 1, 115–138.
- Kátai Z.: „Frontier algorithms”, Teaching Mathematics and Computer Science, 6 (2008)
- Kátai Z.: Dynamic programming as optimal path problem in weighted digraphs, Acta Mathematica Academiae Paedagogicae Nyíregyháziensis, 2008(2), 201–208.
- Kátai Z.: The single-source shortest paths algorithms and the dynamic programming, Teaching Mathematics and Computer Science, 6 (2008), INFODIDACT (2008), 25–35.
- Zsakó L., Nyakóné Juhász K., Kátai Z.: ICT-Methodology, Teaching Mathematics and Computer Science, 6 (2008), INFODIDACT (2008), 3–24.
- Kátai Z., Kovács I. L.: Towers of Hanoi – where programming techniques blend, Acta Universitatis Sapientiae, Informatica, Vol. 1, No. 1, 89–108, 2009.
- Kátai Z.: Modelling dynamic programming problems by generalized d–graphs, Acta Universitatis Sapientiae, Informatica, Vol. 2, No. 2, 210–230, 2010.
- Kátai Z.: Muti-sensory  Informatics  Education, Informatics  in  Education,  13, 2014, 2, 225–240.
- Kátai Z.,  The  challenge  of  promotingalgorithmic  thinking  of  both  sciences and  humanities  oriented  learners, Journal  of  Computer  Assisted  Learning, 31, 2015, 4, 287–299.
- H. Sándor, P. Haller, B. Genge and Z. Kátai, Optimally scheduled interventions in the presence of vulnerabilities for modern cyber-physical systems, 2017 IEEE 15th International Conference on Industrial Informatics (INDIN), Emden, 2017, pp. 115-120.